# جيم كينيدي
جيم كينيدي (بالإنجليزية: Jim Kennedy)‏ (31 يناير 1934 المملكة المتحدة - 2 ديسمبر 2003) هو لاعب كرة قدم بريطاني سابق كان يلعب كمدافع.

## وصلات خارجية
- جيم كينيدي على موقع الاتحاد الإسكتلندي (الإنجليزية)
- جيم كينيدي على موقع قاعدة بيانات كرة القدم.إي يو (الإنجليزية)